# Fukuda Denshi Arena
Fukuda Denshi Arena (フクダ電子アリーナ?, Fukuda Denshi Arīna), conosciuto anche come Fuku-Ari (フクアリ?), è uno stadio di calcio di Chiba, in Giappone. Fu completato nel 2005 e ospita il club di J. League, lo JEF United Ichihara Chiba dopo il loro passaggio dallo Ichihara Seaside Stadium. Questo stadio ha 18.500 posti a sedere più altri 1.281 in piedi. La sua capacità è 19.781.

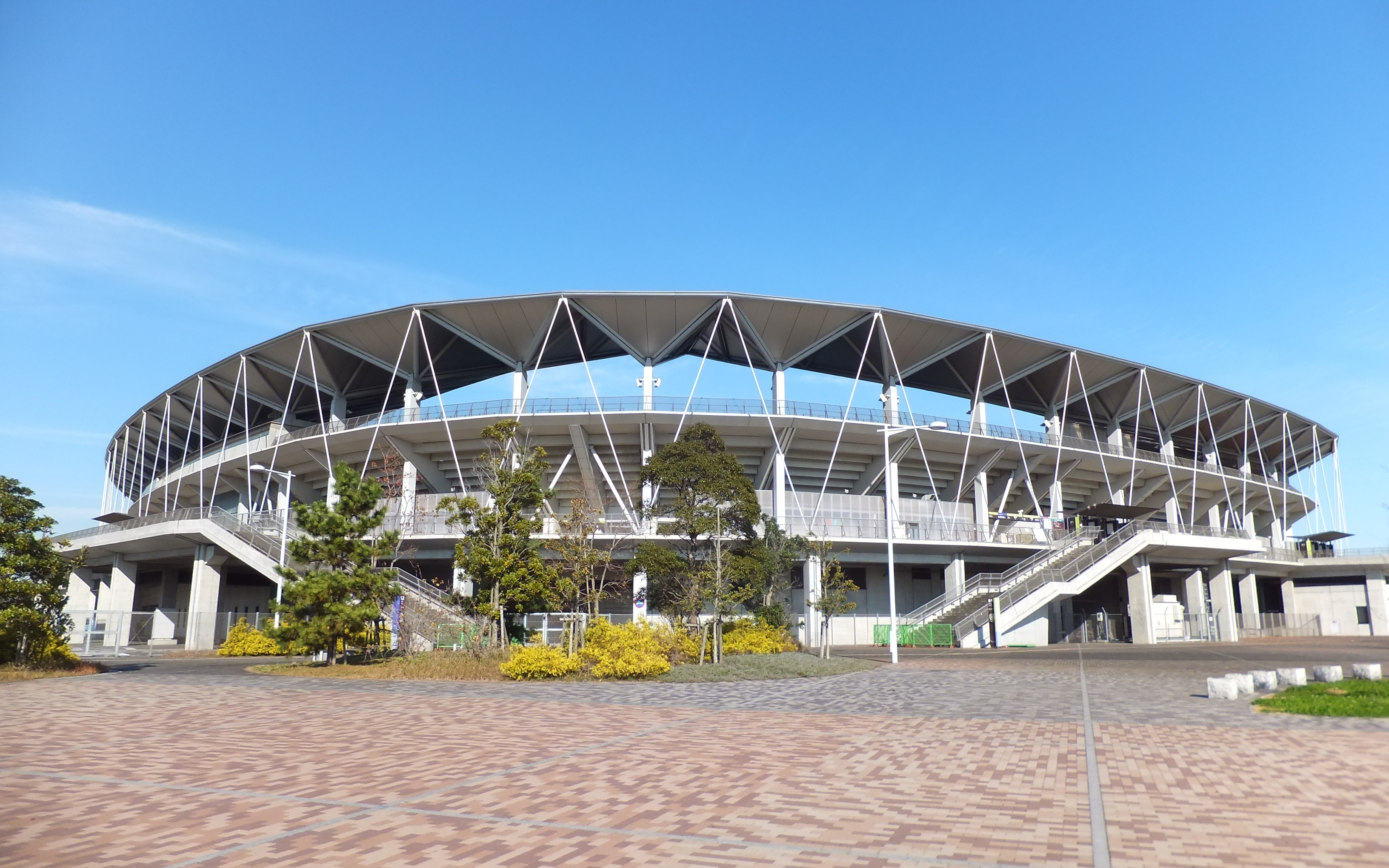
Fukuda Denshi Arena (dicembre 10, 2011)

Originariamente era chiamato Soga Chiba City Football Stadium (千葉市蘇我球技場?, Chiba-shi Soga Kyūgijō), poi Fukuda Tenshi vinse i diritti sul nome dello stadio.
La prima partita internazionale in questo stadio si è tenuta il 30 maggio 2009 tra il Belgio e Cile. La partita finì 1-1.